# Historia kolei w Rosji

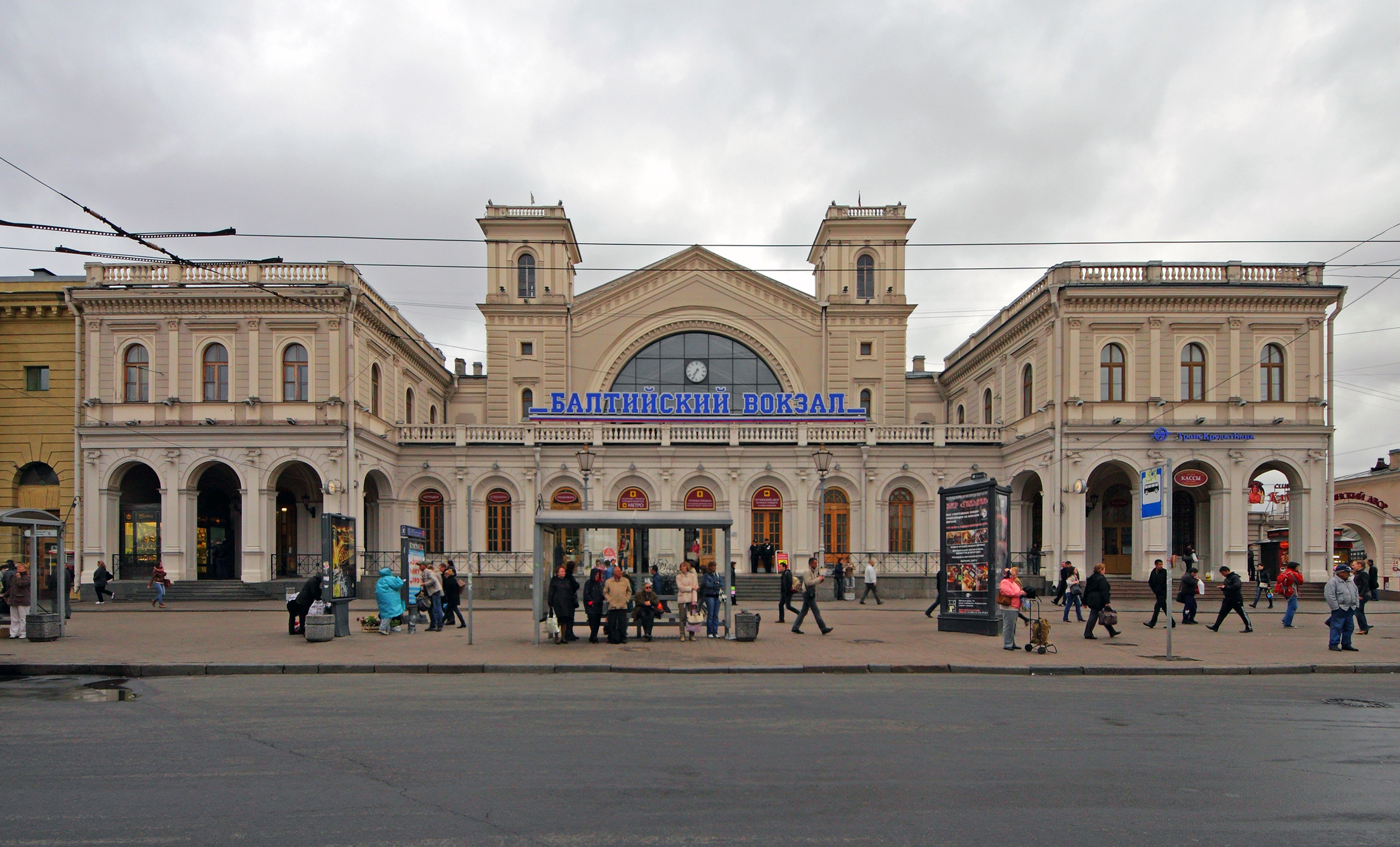
Dworzec Bałtycki w Petersburgu z 1857 został zaprojektowany na wzór paryskiego Gare de l’Est

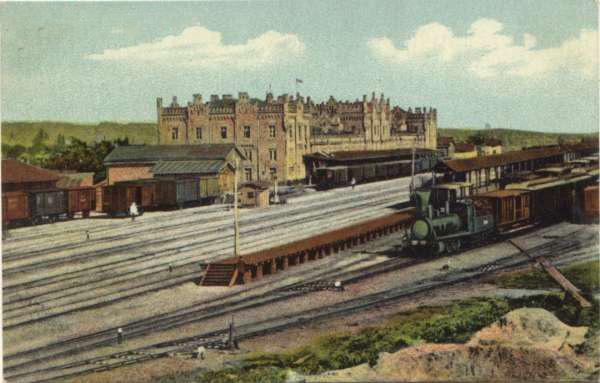
Kijów, dworzec kolejowy z 1870

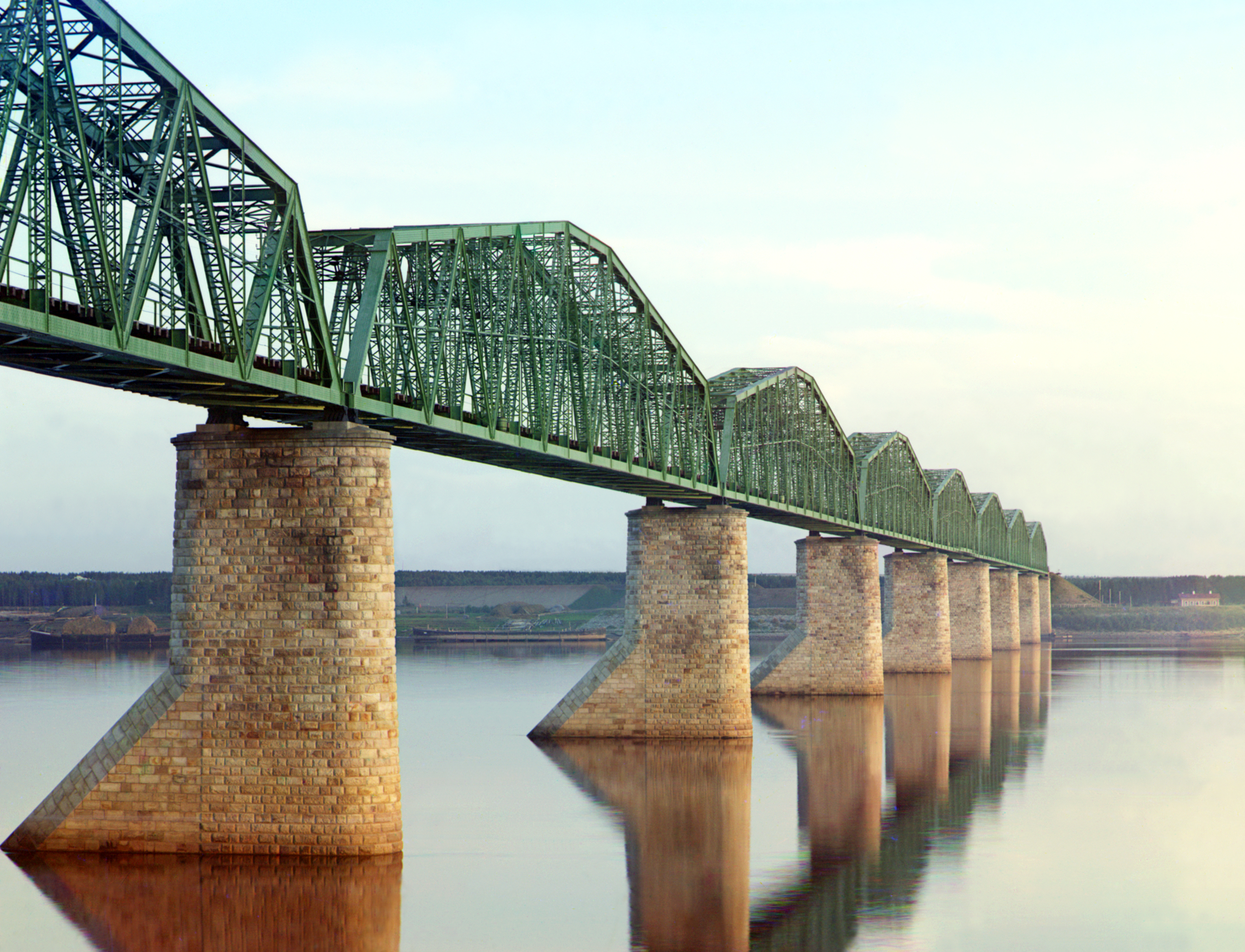
Most pod Permem przez rzekę Kamę z 1910, na linii Kolei Transsyberyjskiej

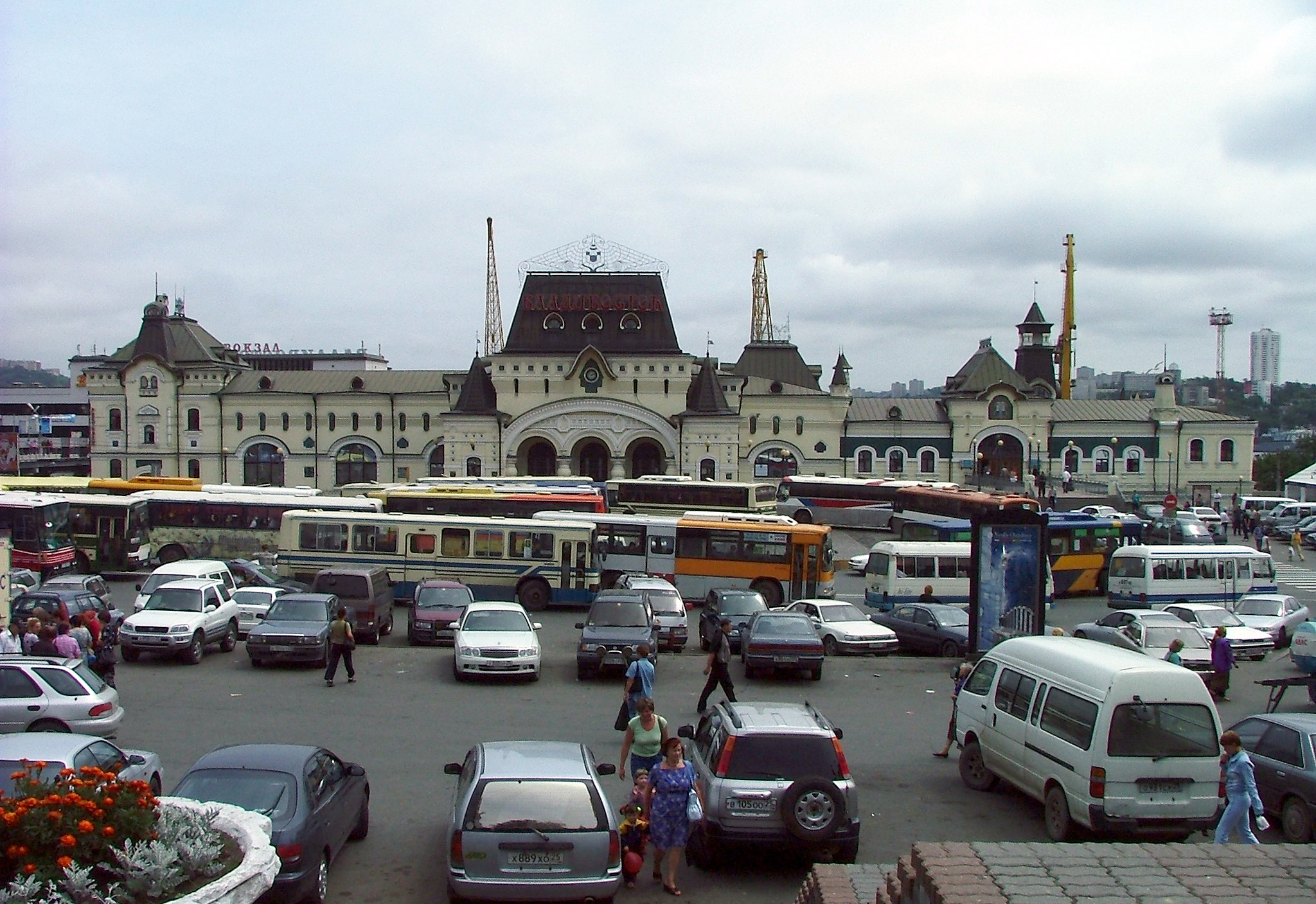
Dworzec kolejowy we Władywostoku

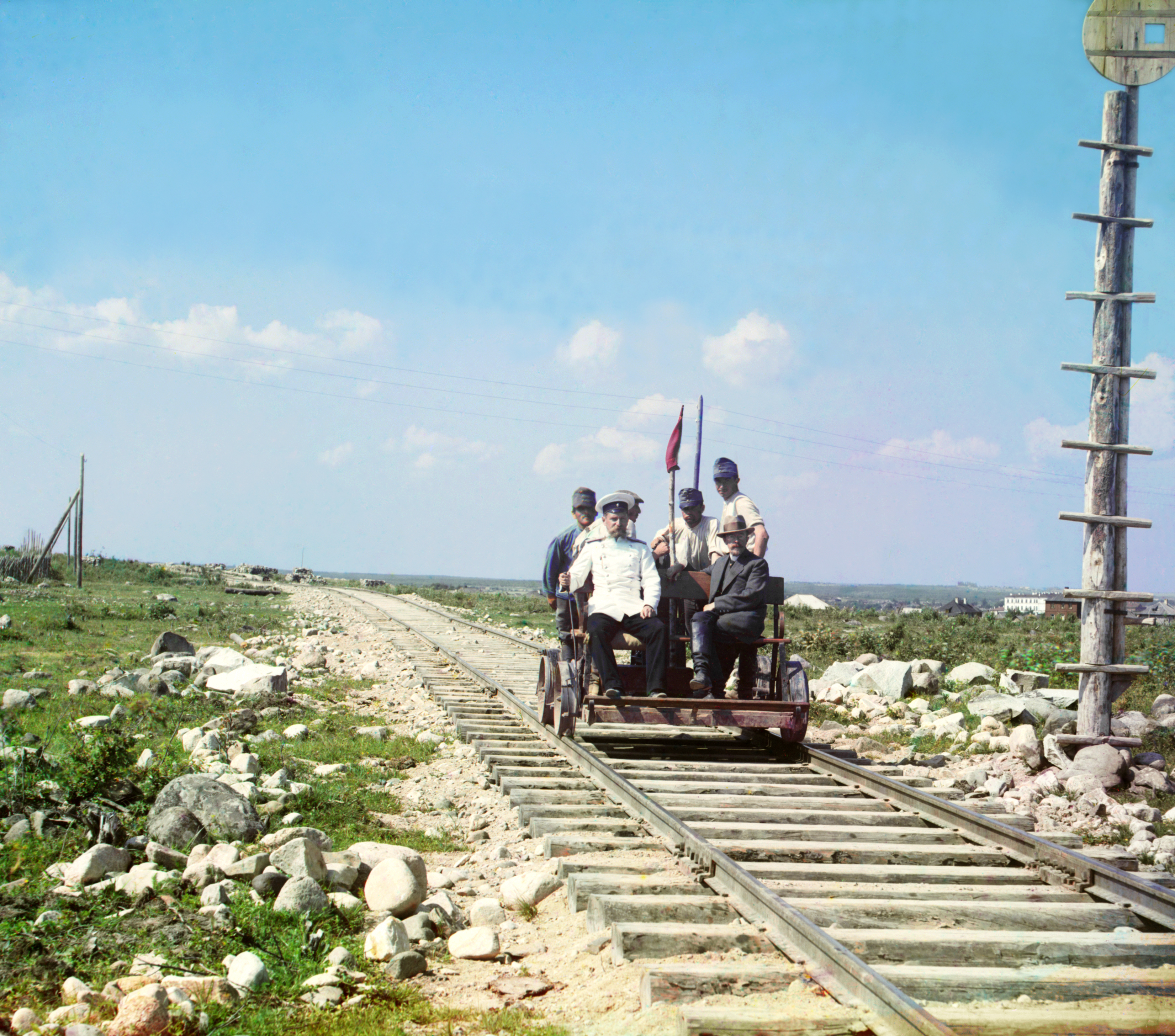
Drezyna na budującej się „Kolei Murmańskiej” (zdjęcie z okresu I wojny światowej)

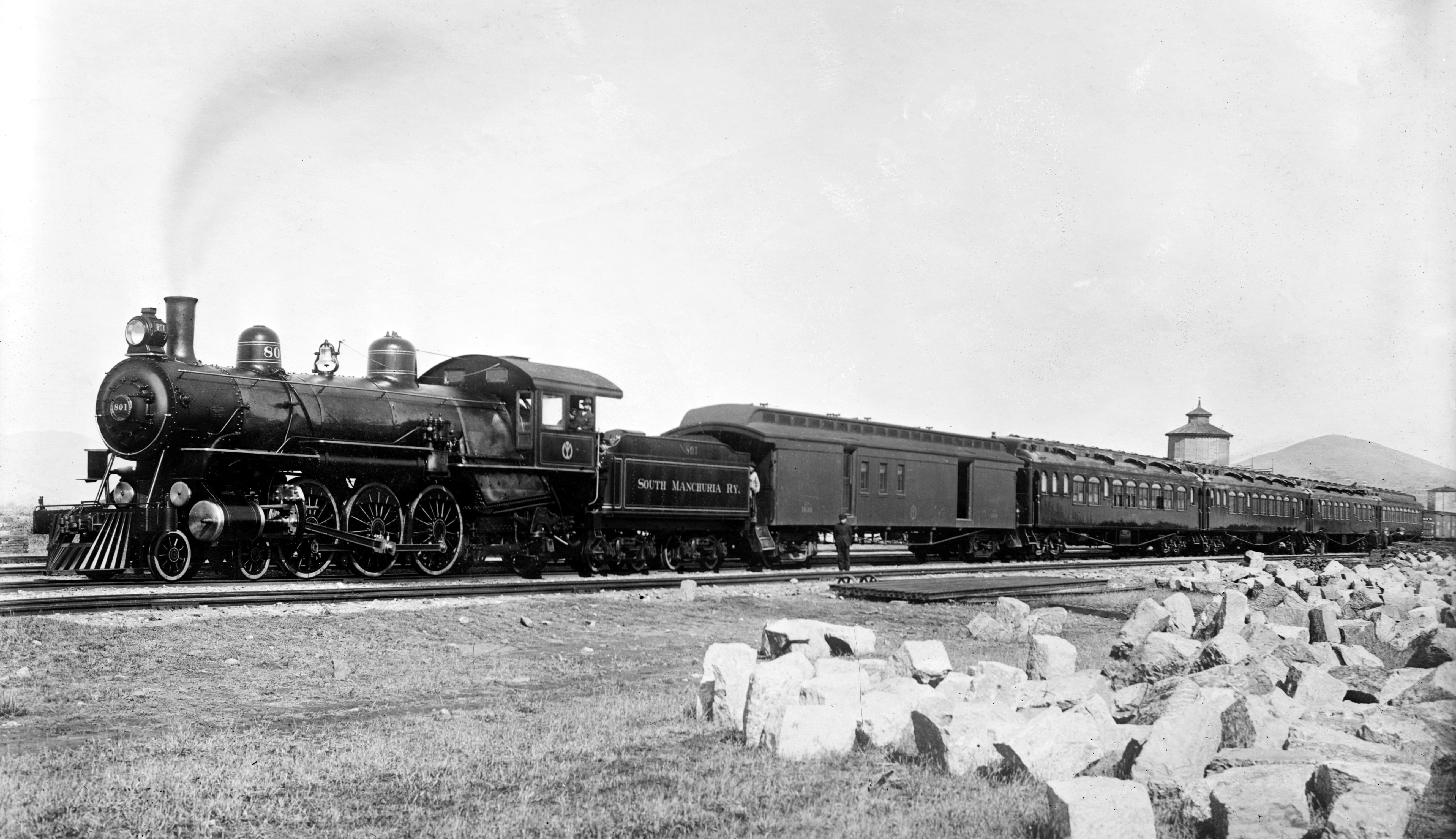
Pociąg Kolei Południowo-Mandżurskiej po przejęciu przez rząd japoński

## Imperium Rosyjskie (do 1918)
- 1806-1809 – kopalniana kolej konna w Ałtaju, dług. 2 km, tor o rozstawie 1067 mm (P. K. Krołow);
- 1834 – budowa pierwszego doświadczalnego parowozu w Rosji, konstrukcji Mirona i Jefima Czerepanowów[1].
- 1836 – Kolej Carskosielska (Царскосельская железная дорога): kolej konna Petersburg – Carskie Sioło – Pawłowsk (długość 27 km, konstrukcji Franza Gerstnera), od 1837 trakcja parowa w normalnym ruchu, z lokomotywami R. Stephensona, T. Hackwortha i in., rozstaw szyn 1829 mm; 1897 – weszła w skład Kolei Moskiewsko-Windawsko-Rybińskiej (Московско-Виндаво-Рыбинскaя железная дорога), (Moskwa – Windawa – Rybińsk), w 1902 tor został zwężony do 1524 mm („tor rosyjski”)[1].
- 1845 – pierwsze użytkowe parowozy zbudowane w Rosji (rozstaw toru 1524 mm)[2].
- 14 VI 1845 – otwarcie pierwszego odcinka Drogi żelaznej Warszawsko-Wiedeńskiej (Bapшaвo-Beнcкaя железная дорога) z Warszawy do Grodziska, o standardowym europejskim rozstawie szyn 1435 mm – pierwsza kolej w Królestwie Polskim;
  - 1848 – ukończenie linii do stacji Granica (późn. Maczki) na granicy austriackiej;
  - 1859 – odgałęzienia do granicy pruskiej Ząbkowice – Sosnowiec;
  - 1862 – do Aleksandrowa – Kolej Warszawsko-Bydgoska (Варшавско-Бромбергская железная дорога); kolej normalnotorowa budowana przeważnie ze środków państwowych, sprywatyzowana 1865, ponownie upaństwowiona 1912, bez Kolei Fabryczno-Łódzkiej (Лодзинскaя Фабричная железная дорога); pierwszy parowóz był produkcji belgijskiej, potem importowano maszyny niemieckie.
- 1847 – otwarcie regularnego ruchu na pierwszym odcinku Petersburg – Kołpino Kolei Nikołajewskiej (Николаевская железная дорога) o rozstawie szyn 1524 mm (odtąd obowiązujący „tor rosyjski”, już w 1847[3])
  - 1851 – ukończenie dwutorowej linii Petersburg – Moskwa – Kolej Nikołajewska[3];
- 1857 – otwarcie Kolei Peterhofskiej (Петергофскaя железная дорога) z Petersburga do Peterhofu;
- 1853-1862 – Kolej Warszawsko-Petersburska (Петербурго-Варшавская железная дорога): linia dwutorowa o rozstawie 1524 mm;
  - 1853 – Petersburg – Gatczyna;
  - 1859 – przedłużenie do Dyneburga: pierwsza kolej na Łotwie;
  - 1861 – linia Ejdkuny (granica pruska) – Kowno pierwsza kolej na Litwie;
  - 1862 – ukończenie linii Dyneburg – Wilno – Warszawa z odgałęzieniem do Kowna;
- 1860 – pierwsza kolej w Wielkim Księstwie Finlandii: linia Helsinki – Hämeenlinna;
- 1860 – otwarcie stacji przeładunkowej i przesiadkowej na granicy litewsko-wschodniopruskiej w Ejdkunach; pierwsze połączenie sieci toru „rosyjskiego” z normalnotorową siecią środkowo-europejską;
- 1861 – ukończenie kolei Ryga – Dyneburg – Kolej Rysko-Dynaburska (Риго-Динабургскaя железная дорога);
  - 1866 przedłużona do Witebska,
  - 1868 do Orła;
  - od 1891 Kolej Rysko-Orłowska (Риго-Орловская железная дорога);
- 1862 – ukończenie kolei Moskwa – Niżny Nowogród;

W końcu 1863 koleje w Imperium liczyły 3471 km. Oprócz kolei Carskosielskiej, Nikołajewskiej, Petersbursko-Warszawskiej i Warszawsko-Wiedeńskiej były to koleje: Moskiewsko-Niżgorodska (Московско-Нижегородскaя железная дорога), Wołgo-Dońska (Волго-Донскaя железная дорога), Gruszewska (Грушевскaя железная дорога), Moskiewsko-Siergiejewska (Московско-Сергиевскaя железная дорога) i Moskiewsko-Riazańska (Московско-Рязанскaя железная дорога).
- 1866 – otwarcie kolei Odessa – Bałta i Razdzielnaja – Tripole, pierwszej kolei na Ukrainie wschodniej;
- 1867 – otwarcie Kolei Warszawsko-Terespolskiej (Варшавско-Тереспольская железная дорога);
  - 1870 – przedłużenie do Brześcia;
  - 1881 – upaństwowiona;
  - 1886 – dodany drugi tor;
- ok. 1868 – otwarcie Kolei Moskiewsko-Kurskiej (Московско-Курская железная дорога), sprywatyzowana 1871;
- 1870 – kolej dociera do Kijowa;
- 1870 – ukończenie linii Moskwa – Smoleńsk;
  - 1871 – przedłużona do Brześcia;
- 1871 – ukończenie Kolei Riazańsko-Saratowskiej, obecnie Kolei Riazańsko-Uralskiej (Рязано-Уральская железная дорога);
- 1871 – ukończenie linii Petersburg – Rewel (obecnie Tallinn); Kolej Bałtycka (Балтийская железная дорога);

Połączenia sieci kolei rosyjskich z siecią austriacką: 1871: Wołoczyska – Podwołoczyska; 1874: Radziwiłłów – Brody; kolej prywatna – Kolej Południowo-Zachodnia (Юго-Западные железные дороги).
- 1872 – otwarcie pierwszego odcinka Kolei Zakaukaskiej: Poti – Tbilisi[4]
- 1877 – otwarcie Kolei Nadwiślańskiej (Привислинская железная дорога): Kowel – Lublin – Warszawa – Działdowo; tor 1524 mm; upaństwowiona 1898;
- 1878 – początek budowy Uralskiej Kolei Kopalnianej (Уральская Горнозаводская железная дорога), kolei prywatnej łączącej Rosję centralną z Uralem;
- 1881-1887 budowa kolei Iwangorodzko-Dąbrowskiej (Dęblin Zagłębie Dąbrowskie) 1900 r. kolej została upaństwowiona i weszła w skład Kolei Nadwiślańskiej

Wykształcenie się sieci kolejowej w przemysłowych regionach Ukrainy (Donieck, centralne Naddnieprze, Krzywy Róg) nastąpiło pod koniec lat 80. XIX w.
- 1885 – budowa prywatnej Kolei Władykaukaskiej (Владикавказская железная дорога) Rostów nad Donem – Władykaukaz; do 1918 rozbudowa sieci tego zarządu na północnym Kaukazie[6];
- 1891-1916 – budowa Magistrali Transsyberyjskiej (Транссибирская магистраль) między Czelabińskiem i Władywostokiem, długości ok. 7 tys. km, całkowita elektryfikacja 2002;
- 1893-97 – ukończenie kolejnych odcinków Kolei Ussuryjskiej (Уссурийская железная дорога) między Władywostokiem a Chabarowskiem;
- 1897-1903 – budowa Kolei Wschodniochińskiej (Китайско-Восточная железная дорога), która, będąc odgałęzieniem Kolei Transsyberyjskiej, pierwsza połączyła Władywostok z resztą kraju – przez terytorium chińskiej Mandżurii; zbudowano jednocześnie odgałęzienie Harbin – Mukden (obecnie Shenyang) – Port Artur (Lüshun);
- 1898 – kolej dociera do Archangielska (budowana od 1872 linia Urocz – Wołogda – Archangielsk); początkowo była to najdłuższa linia wąskotorowa w Rosji (795 km długości; tor o szerokości 1067 mm), przekuta następnie do standardowej szerokości 1524 mm[7].
- 1916 – ukończenie Kolei Murmańskiej (Мурманскaя железная дорога).

Trzydziestoletnie opóźnienie Rosji w rozwoju sieci kolejowej widoczne było w niemal zupełnym braku kolei lokalnych. Doktryna wojskowa Rosji była też przeciwna rozwijaniu sieci kolejowej w obszarach przygranicznych. Dopiero na początku XX w. zdołano wybudować najkrótsze połączenie Królestwa Polskiego z Prusami:
- 1902 – otwarcie Kolei Warszawsko-Kaliskiej (Варшавско-Калишска железная дорога): Warszawa – Łowicz – Łódź – Kalisz; kolej na torze 1524 mm.

Konsolidacje węzłów i koleje w miastach:
- 1863 – tramwaj konny w Petersburgu (od 1854 funkcjonowała uliczna kolej konna towarowa),
  - 1866 – w Warszawie,
  - 1891 – w Helsinkach;
- 1875 – Warszawa: budowa „Drugiego Mostu” (pod Cytadelą), dwupoziomowego dla kolei i ruchu kołowego; wobec różnicy rozstawów torów linii zbiegających się w Warszawie nie była to pełna konsolidacja węzła, przynajmniej do budowy Kolei Warszawsko-Kaliskiej (Варшавско-Калишска железная дорога);
- 1892 – uruchomienie tramwaju elektrycznego w Kijowie, pierwszego w państwie;
- 1898 – uruchomienie tramwaju elektrycznego w Łodzi; pierwsza kolej elektryczna w Królestwie Polskim;
- 1899 – uruchomienie tramwajów elektrycznych w Moskwie,
  - 1900 – w Helsinkach,
  - 1907 – w Petersburgu,
  - 1908 – w Warszawie;
- 1901 – otwarcie linii Łódź – Zgierz i Łódź – Pabianice – Łódzkich Wąskotorowych Elektrycznych Kolei Dojazdowych (ŁWEKD); pierwsza elektryczna kolej dojazdowa w Rosji;
- 1908 – Moskwa: otwarcie linii okólnej łączącej wszystkie linie wylotowe – Małej Obwodnicy Kolei Moskiewskiej (Малое кольцо Московской железной дороги).
- 1913 – początek budowy kolei dojazdowej – Oranienbaumskiej Linii Elektrycznej (Ораниенбаумская электрическая линия) z Petersburga do Oranienbaumu; linia nieukończona do rewolucji, została częściowo rozebrana; eksploatacja tylko do Strielnej; 1929 włączona do sieci tramwajowej;

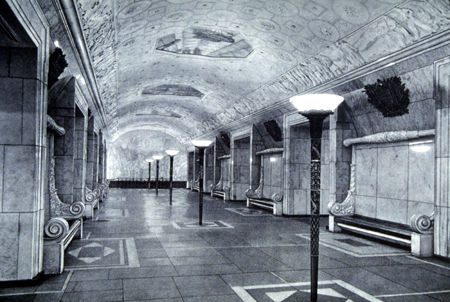
Moskwa: stacja metra Nowokuzniecka, otwarta w 1943

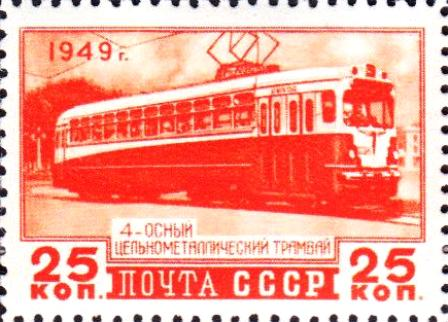
Radziecki odpowiednik wagonu „PCC” z fabryki w Rydze

## Okres ZSRR (do 1991 roku)
- 1918 – upaństwowienie kolei w Rosji;
- 1926 – elektryfikacja linii podmiejskiej Baku – Masztagi; =1500 V sieć górna;
- 1929 – elektryfikacja linii Moskwa – Mytiszczi;
- 1926-31 – budowa kolei Turksib;
- 1931 – wprowadzenie pociągów „Czerwona strzała” (Красная стрела) na trasie Leningrad – Moskwa; czas podróży – 10 h, średnia prędkość 65 km/h;
- 1933 – elektryfikacja linii Leningrad – Oranienbaum;
- 1935 – Moskwa: otwarcie pierwszej linii metra (Sokolniczeskiej);
- 1935-36 – ukończenie kolei Dudinka – Norylsk; tor wąski; przekuty na rosyjski do 1952; elektryfikacja od 1942, deelektryfikacja 1999;
- 1941/42 – ukończenie kolei do Workuty, jednej z najdłuższych kolei budowanych niewolniczą pracą więźniów;
- 1955 – otwarcie pierwszego odcinka metra w Leningradzie, Kijowie 1960, Tbilisi 1966, Baku 1967, Charkowie 1975, Taszkencie 1977, Erywaniu 1981, Mińsku 1984, Gorkim (późn. Niżny Nowgorod) 1985, Nowosybirsku 1986, Kujbyszewie (obecnie Samara) 1987, Swierdłowsku (obecnie Jekaterynburg) 1991;
- 1972 – początek (oficjalny?) budowy kolei BAM (БAМ) Magistrali Bajkalsko-Amurskiej (Байкало-Амурская магистраль);
- 1984 – otwarcie tunelu tramwajowego w Wołgogradzie;
- 1986-89 – (UA) otwarcia głównej części linii „tramwaju szybkiego” w Krzywym Rogu.

## Rosja
- 2005 – (RU) otwarcie pierwszego odcinka metra w Kazaniu.

## Ważniejsi producenci taboru
- Zakład Putiłowski (Путиловский завод), Petersburg, po 1922 Czerwony Putiłowiec (Красный путиловец), po 1934 Zakład Kirowa (Кировский завод) – parowozy;
- Charkowska Fabryka Parowozów (ChPZ) – lokomotywy parowe i spalinowe
- Wagonmasz (Вагонмаш), Leningrad – m.in. tabor metra;
- Petersburski Zakład Tramwajowo-Mechaniczny (Петербургский трамвайно-механический завод), Leningrad, produkcja tramwajów od 1933;
- Uść-Katawski Zakład Produkcji Wagonów im. S.M. Kirowa (Усть-Катавский вагоностроительный завод имени С. М. Кирова) – tramwaje od 1901;
- Ryski Zakład Wagonów (Рижский вагонный завод), Ryga – tramwaje, wagony;
- Tuszyński Zakład Budowy Maszyn (Тушинский машиностроительный завод), Moskwa-Tuszyno